# 後藤邑子
後藤 邑子（ごとう ゆうこ、1975年8月28日 - ）は、日本の女性声優、ラジオパーソナリティ、歌手。愛知県一宮市出身。アクセルワン所属。2007年、第1回声優アワードサブキャラクター女優賞受賞。
代表作は、『涼宮ハルヒの憂鬱』シリーズ（朝比奈みくる）、『なんでここに先生が!?』（松風真由）、『ひだまりスケッチ』シリーズ（ヒロ）、『ティアーズ・トゥ・ティアラ』（リアンノン）、『コードギアス 反逆のルルーシュR2』（アーニャ・アールストレイム）、『ふしぎ星の☆ふたご姫』シリーズ（レイン）、『SHUFFLE！』（芙蓉楓）など。

## 来歴

### デビュー前
後藤の生家は父が建てた、二階建ての一軒家だった。木曽川に近い過疎地域だったため、家の周囲にビルのような高い建物はなく、田んぼばかりだった。子供達の遊び場といえば木曽川の河川敷が決まりで、友人に観せてもらったトレンディドラマ、テレビアニメ『シティーハンター』に出て来る都会の光景に憧れていた。
中学生時代は勉強にも遊びにも一生懸命取り組んでいた。そのため、過労で入院したこともある。当時は運動は得意なくらいで、小学校高学年でドッジボールチームに、中学時代にバレーボール部に入部し、練習に打ち込んでいた。高校時代の夢は公務員であり、堅実志向であった。
高校時代に同級生に連れられ、演劇部に行って、先輩から「後藤ちゃんうまい」、「おもしろい」と褒められ、「もうちょっとやってみようかな」と続けていくうちにのめり込んでいき、役者の道を志す。映画評論家の小森和子が来ていた近所の市民ホールに講演会に行って小森の話に感銘を受ける。
芝居に関わる道を探し、それまでは「楽な部署の公務員になって、週末に劇団に参加する」ことが最適解だと考えており、1994年3月に愛知県立一宮高等学校卒業後、字幕翻訳家を目指して南山大学外国語学部英米科に入学する。その一方で、「そうしてるあいだに人生終わったらどうする？」、「どうせ終わるなら全力でやりたいことやれば良かった、って後悔しないか？」と考えており、「裏方ならいけそうだ、いつかは脚本家、監督も視野に入れて……。」と芝居に関わる道に行こうと決める。在学中に名古屋テレビ放送のADのアルバイトをしていたが、そこで個性的な声を褒められたことがきっかけで声優を目指す。雑誌で声優になる方法を調べていたところ、代々木アニメーション学院のオープンキャンパスがあるのを見つけて、「そこに参加したら、特待生にしてあげる」と言われた。
大学を2年次限りで中退し、上京の直前に両親に打ち明けたところ、両親は大泣きして反対した。恩人にまで泣きつき、「今しかない。これだったら私にもできるかもしれないんだ」と訴えていたところ、恩人は納得し東京の大学病院で医師をしている知人に紹介してくれた。結局、家族も「最後まで反対したら邑子が家に帰りにくくなる」と折れたという。
勢いで身ひとつで飛び出すように1995年に上京し、西調布の同アニメーション学院の寮に入る。当時は秋田県から上京してきた人物と同室だった。友人の部屋に行った時には、皆ベッドや床に掛けてお喋りしており、寮の皆とは大家族のような距離感だったという。
同アニメーション学院声優科卒業後、洋画の吹き替えをしたかったため、洋画に強い声優事務所の附属養成所に入所。同アニメーション学院の西調布寮を出て同アニメーション学院時代の仲間がその周囲に多く住んでいたことから、鷺ノ宮を選び、西武鉄道新宿線の鷺ノ宮駅と西武鉄道池袋線の中村橋駅のあいだの場所ではじめて一人暮らしを始める。
1996年5月、妹が亡くなったとの連絡が入り、直後は喪失感で何も考えられなくなり、一日ただ怒り泣くだけで、結局養成所にも行かなくなった。実家に帰郷もしていたが、妹についての記憶が少し食い違うだけで、母は泣いてケンカになってしまう状態であった。東京に戻った後は、同アニメーション学院時代の友人達が代わるがわる部屋に来ては面倒をみてくれたという。
妹の告別式後、生活も変わっていき、外に出るようになった。周囲に支えられながら妹の三回忌を過ぎた頃、悲しみは少しずつ静かになり、徐々に気持ちが落ち着いてきたという。もう一度どこかの養成所に入所することも考えていたが、入所時期は過ぎてしまっていたため、「何かをしたい」と気持ちがあり、バイクの合宿免許教習に申し込む。学生時代からバイクが好きで、妹もそうだったという。
バイクの免許を取れたことで、スタートが切れた気がして、何より久しぶりに楽しく、その勢いでバオバブ付属養成所に入所を希望するが、電話をしたタイミングが募集時期ではなかったため（12月）、直接プロダクションの面接を受けて合格した。当時は偶々事務所の部長が電話を受けており、「とりあえず履歴書を送って」と言われイレギュラー的にオーディションをしてもらい、養成所に入所できたという。ちなみに面接写真はチャイナ服で、最初は落ちこぼれだったという。

### 声優活動
『イケてる2人』で声優デビュー。若手時代は洋画の吹き替えを中心に活動。当初はアニメの声優をするつもりはなく、新人の頃は顔出しも歌もNGにしていた。当時のアニメ声優の業界では顔出しや歌の仕事も増えてタレント性も必要になってきたが、太っていてニキビも多数あったため人前には出たくなかったという。洋画吹き替えの現場では顔出しの案件はほとんどないため、特に影響はなく、歌は単に自信がなかったからだった。
2004年、事務所のデスクから「顔出しも歌もNGにしてたら、アニメのオーディションを何も受けさせてあげられなくなっちゃうよ」と言われた。仕切り直しになったオーディションがあり、「前回、候補に出してない人を出してほしい」という要望つきで、アニメの主役オーディションの話が来ていた。
洋画の吹き替えをしている時、音響監督に「後藤の声はクセが強くて、正統派の役では使いづらい」、「音として悪目立ちする」と言われ、「私はずっと主役級じゃない、クセの強い脇役をやっていくのかな」と残念に思っていたところもあった。しかし事務所の先輩だったたてかべ和也から、「声が悪目立ちするという欠点は、アニメでは武器にもなる」「毒は薬にもなる、それが声優の世界だ」とアドバイスを受け、「アニメだと目立つ声はひとつの武器なんだ、私の声もそうなり得るかもしれないんだ」と励みになった。
アニメに挑戦するために事務所に「私、下手ですけど、歌OKにします。だけど、私が歌ったらエライことになりますよ」と言ってオーディションを受けていたところ、テレビアニメ『ふしぎ星の☆ふたご姫』で初主演。本格的にアニメの仕事に取り組むようになり、2006年、『涼宮ハルヒの憂鬱』の朝比奈みくる役にキャスティングされた。当時は年齢は平野綾、茅原実里たちの一回り上で、この時も体重は68kgだったことから「どうして私がメンバー？」という戸惑いがあった。
『涼宮ハルヒの憂鬱』の朝比奈みくる役で、第1回声優アワードにてサブキャラクター女優賞を受賞。
2006年11月8日には、自身の作詞曲を含むファーストアルバム『GO TO SONG』を発売した。同年11月19日に開催された、第11回『アニメーション神戸』にて、平野綾・茅原実里と共に歌った「ハレ晴レユカイ」が主題歌賞（ラジオ関西賞）を受賞した。
2007年1月頃から喉の調子が悪く、薬を服用するも一向に調子が元に戻らないことから、同年4月頃に短期休養に入った。2010年5月6日付のブログにて喉の手術をしたことを発表した。同年6月に復帰。
2011年、ぷろだくしょんバオバブの先輩だった福山潤が森川智之らとアクセルワンを設立したのを受け、同年6月1日付けで移籍した。

## 人物像
声種はメゾソプラノ。
英検準1級を持ち、TOEICで815点、TOEFLで565点を取得した。
特技は名古屋弁。趣味は映画鑑賞、旅行、読書、オートバイ。ブログのプロフィールに職業を書いておらず、ブログ読者から「何をしている人?」とよく訊かれていた。
声優界屈指の酒豪として知られる緒方恵美と差しで12時間飲み続けたことがある。後に『潮風放送局〜みなとSTATIONらじお!〜君が主で執事が俺で編〜』に緒方がゲスト出演した際には「（後藤と、同じく番組のパーソナリティーである伊藤静とは）仕事で一緒になった時間よりも、一緒に酒を飲んでる時間の方が長い」と発言している。
同じ事務所に所属する友永朱音とは親友である。
一宮市内の公立小学校に勤務する父と母、祖母、3歳下の妹の5人家族。親族に教員の多い家系だった。妹に持病はなく1996年4月に関西の大学に進学していたが、寮で夜寝ているあいだに心不全を起こし、19歳で死去している。

### 持病と仕事
自己免疫疾患の持病があり、中学時代には特発性血小板減少性紫斑病の闘病生活で、当初は本人は知らなかったが、両親は主治医から数年後生存率の低さ、そして「夏休みいっぱいまでだろう」と余命宣告を受けていた。しかし、父親が偶然出会った血液病の権威による治療を受け始め、投薬により奇跡的に寛解した。薬の副作用で顔も体もむくみ、ニキビだらけになり、入院前よりも20kg太っていたという。高校時代の公務員志望も闘病後（再発、慢性化が多い病気であるため）を鑑みての保守的な志望動機であるという。
声優デビュー当初は毎週血液検査を受け、スケジュールは週に3日は休みをもらうなど体調を重視していた。しかし人気が出だしてからは仕事にのめり込むようになり、通院も怠るようになったという。飲酒については医師の了解を得ていたが、それでも体力維持のため業界の飲み会にはほとんど参加しなかった。
2009年頃より全身の激痛を訴えるなど体調が悪化し、2011年に入ると階段の登り降りに介助を要し、収録は単独で行う（いわゆる「抜き録り」）までに至った。2012年に入って所属事務所の強い勧めで入院し、その結果全身性エリテマトーデスと診断された。5月18日、所属事務所は無期限の休養を発表。翌5月19日、後藤は自身のブログにて、約1年間体調不良が続いていた事、現在は都内の病院に入院しており、治療に最短で2か月半かかると公表した。その後経過が良くなったことで外出許可が出たことにより、10月より放送開始となった『ひだまりスケッチ×ハニカム』のヒロ役で活動を再開した。復帰後の2013年2月時点でも入院加療中であり、病院と仕事場を往復しながらの活動となっている。なお、2012年年末頃から約1か月半ほどブログの更新が滞っていたが、これは風邪で体調を崩したためと公表した。
入院中もブログは更新しており、6月28日付ブログにて「緊急入院したのは、心臓周辺に心嚢液が大量に溜まっていたためで（心機能低下の典型症状。ブログ中に『心臓と肺と血球がやられて』とあるとおり心機能低下で体液が心嚢と肺に貯留していく。入院中はホルター心電計を装着しておりこれは常時心拍観察が必要な要注意病状だったことを意味する）、他臓器に優先して処置され、主治医より『危機を完全に脱した』（治癒ではなく、危篤状態を脱したという診断）と告げられた」と報告。順調に行けば同年8月にも退院できる見込みと綴っていたが、退院しても実質外出禁止の状態が続く事（自己免疫疾患の薬により免疫力が低下するため。ブログにも外出時マスク着用や病室の生花禁止（雑菌付着のため）などが記されている。スタジオ収録時もスタッフの介助を受けたとあり、心肺機能の回復も十分ではない模様。）などから、9月まで入院を続けることをその後公表した。
その後2014年に退院し、様子を見ながら仕事に復帰している。2015年以降、精力的にアニメ出演などを果たしている。

## 出演
太字はメインキャラクター。

### テレビアニメ
1999年
- イケてる2人（桜井兼人）
- 神風怪盗ジャンヌ（生徒）
- ∀ガンダム（女友達）
- Bビーダマン爆外伝V（むすめボン）

2000年
- だぁ!だぁ!だぁ!（さゆり）
- へろへろくん（みるみる、ダンボット1号）
- ワイルドアームズ トワイライトヴェノム（ファルーナ、ミーシャ）

2001年
- しましまとらのしまじろう（ケロケロお姉さん 他）
- ピロッポ（モッペ君）
- リトル・ルルとちっちゃい仲間（アニー）

2002年
- Witch Hunter ROBIN（少女〈メトセラ子供時代〉）
- おくびょうなカーレッジくん（バニー）
- ドラえもん（テレビ朝日版第1期）（女の子）
- ヘイ・アーノルド!（ユージーン、ライラルル 他）

2003年
- おねがい☆ツインズ（女子生徒）
- GetBackers-奪還屋-（看護師）
- 出撃!マシンロボレスキュー（芦川広海）
- 成恵の世界（柏崎ゆき、店員）
- NARUTO -ナルト-（フタバ）
- ねこぢる劇場（にゃんすけ 他）
- マーメイドメロディー ぴちぴちピッチ（人魚B、ジェニファー・ヒューストン、女性客）
- 無限戦記ポトリス（市民A）

2004年
- げんしけん（2004年 - 2007年、山田薫子、スザンナ・ホプキンス） - 2シリーズ
- To Heart 〜Remember my Memories〜（藍原瑞穂）

2005年
- 今日からマ王!（イズラ）
- SHUFFLE!（2005年 - 2007年、芙蓉楓、幼い楓、マサト） - 2シリーズ
- ふしぎ星の☆ふたご姫（2005年 - 2006年、レイン）
- らいむいろ流奇譚X CROSS〜恋、教ヘテクダサイ。〜（カシミア）
- ラムネ（近衛七海）

2006年
- 乙女はお姉さまに恋してる（高島一子）
- くじびき♥アンバランス（山田薫子）
- 涼宮ハルヒの憂鬱（2006年 - 2009年、朝比奈みくる） - 2シリーズ
- ふしぎ星の☆ふたご姫 Gyu!（2006年 - 2007年、レイン）
- マジカノ（蘭）
- らぶドル Lovely Idol（猫谷海羽）

2007年
- さよなら絶望先生（2007年 - 2009年、小節あびる 他） - 3シリーズ
- 獣装機攻ダンクーガノヴァ（エイーダ・ロッサ）
- スケッチブック 〜full color's〜（ケイト）
- 桃華月憚（黒沼塔子）
- ドラゴノーツ -ザ・レゾナンス-（マキナ、カミシナ・アイ）
- ナイトウィザード The ANIMATION（ベール＝ゼファー）
- ハヤテのごとく!（魔王・ザ・グレートステイジアン・オブ・阿部〈仮〉 / 阿部マオ）
- ひだまりスケッチ（2007年 - 2012年、ヒロ） - 4シリーズ + 特別編4本
- BLUE DROP 〜天使達の戯曲〜（ツバエル）
- やっとかめ探偵団（波川舞）
- らき☆すた（ゴットゥーザ様）

2008年
- イタズラなKiss（クリスティーヌ・ロビンス）
- 君が主で執事が俺で（久遠寺未有）
- 狂乱家族日記（平塚雷蝶 / 死神二番）
- 銀魂（きらら）
- コードギアス 反逆のルルーシュR2（アーニャ・アールストレイム、水無瀬むつき、モニカ・クルシェフスキー 他）
- 地獄少女 三鼎（初見みおい）
- S・A〜スペシャル・エー〜（華園光）

2009年
- クイーンズブレイド シリーズ（メナス、女剣士） - 2シリーズ
- 黒執事（ミーナ）
- けんぷファー（2009年 - 2011年、副委員長） - 2シリーズ
- 真・恋姫†無双（2009年 - 2010年、鳳統） - 2シリーズ
- ティアーズ・トゥ・ティアラ（リアンノン、人間の子供）
- 名探偵コナン（2009年 - 2022年、溝端理子、宮本梨沙、滝川亜美）

2010年
- 荒川アンダー ザ ブリッジ（ジャクリーン） - 2シリーズ
- おおかみかくし（真那香織）
- 祝福のカンパネラ（アヴリル）
- ドラえもん（テレビ朝日版第2期）（花子）
- れでぃ×ばと!（四季鏡沙織）

2011年
- アスタロッテのおもちゃ!（エリカ・ドラクール・ドレイプニルス）
- 俺たちに翼はない（鳳鳴）
- にゃんぱいあ The Animation（茶々丸、ナレーション）
- 真剣で私に恋しなさい!!（黛由紀江、松風）
- 魔法少女まどか☆マギカ（鹿目詢子）

2012年
- SKET DANCE（ルイジアナ）

2013年
- D.C.III 〜ダ・カーポIII〜（瑠璃香・オーデット）

2014年
- 失われた未来を求めて（佐々木詩織）

2015年
- オーバーロード（2015年 - 2018年、ぶくぶく茶釜） - 2シリーズ
- 学戦都市アスタリスク（ナナ・アンデルセン）
- ジュエルペット マジカルチェンジ（座長）
- 長門有希ちゃんの消失（朝比奈みくる）

2016年
- ニンジャスレイヤー フロムアニメイシヨン（アガタ・マリア）

2017年
- 銀の墓守り（コシリコ、マキ）
- 小林さんちのメイドラゴン（2017年 - 2021年、才川ジョージー、女性教師、料理の先生） - 2シリーズ

2018年
- デスマーチからはじまる異世界狂想曲（モーサ）
- ハッピーシュガーライフ（神戸ゆうな）
- クレヨンしんちゃん（キョーフ扇風機）
- ムヒョとロージーの魔法律相談事務所（ソフィー）

2019年
- なんでここに先生が!?（松風真由）
- けだまのゴンじろー（マウ子）
- アズールレーン（2019年 - 2020年、エディンバラ）

2020年
- 異種族レビュアーズ（ドローン）

2021年
- のんのんびより のんすとっぷ（ほのかの母）

2023年
- 犬になったら好きな人に拾われた。（加恋母）
- 実は俺、最強でした?（ナタリア・ゼンフィス）

2025年
- 花は咲く、修羅の如く（春山理恵）
- CITY THE ANIMATION（タナベ菫桜子美、えりの母、こあ）

### 劇場アニメ
- クレヨンしんちゃん オタケベ!カスカベ野生王国（2009年、ビクトリア）
- 涼宮ハルヒの消失（2010年、朝比奈みくる[51]）
- 劇場版 魔法少女まどか☆マギカ 前編 / 後編 / 新編（2012年 - 2013年、鹿目詢子） - 3作品
- コードギアス 反逆のルルーシュ II・III（2018年、アーニャ・アールストレイム） - 2作品
- コードギアス 復活のルルーシュ（2019年、アーニャ・アールストレイム）

### OVA
2003年
- みずいろ（早坂日和）

2005年
- I"s Pure（森崎佑加）

2006年
- ふしぎ星の☆ふたご姫 Gyu! スペシャル ぐるり☆ふしぎ星めぐり（レイン）

2008年
- 獄・さよなら絶望先生（小節あびる）
- よつのは（柚姫衣織）

2009年
- AIKa ZERO（白鳥美由）
- 懺・さよなら絶望先生 番外地（小節あびる）

2010年
- クイズマジックアカデミー 〜オリジナルアニメーション2〜（リエル）
- クイーンズブレイド 美しき闘士たち（メナス、女鬪士B）

2011年
- 俺たちに翼はない if（鳳鳴）
- 真・恋姫†無双〜乙女大乱〜 †あわわっDVD（Blu-ray）第七巻はOVAすぺしゃるです〜†（鳳統）
- 祝福のカンパネラOVA（アヴリル）
- Baby Princess 3Dぱらだいす0（春風）

2012年
- コードギアス 反逆のルルーシュ ナナリー in ワンダーランド（アーニャ・アールストレイム）

2015年
- 長門有希ちゃんの消失（朝比奈みくる） - 単行本9巻オリジナルBD付き限定版

2016年
- クビキリサイクル 青色サヴァンと戯言遣い（千賀てる子）

2017年
- 小林さんちのメイドラゴン（女性社員） - TV未放送エピソード第14話

2020年
- クイーンズブレイド UNLIMITED（メナス）

### Webアニメ
- 涼宮ハルヒちゃんの憂鬱（2009年、朝比奈みくる）
- にょろーん ちゅるやさん（2009年、朝比奈みくる）
- ニンジャスレイヤー フロムアニメイシヨン（2015年、アガタ・マリア[54]）
- ミニドラ（2021年、教師）

### ゲーム
1998年
- 御意見無用II（葛木亜矢、野々村瞳）

1999年
- ぷよぷよ〜ん（アーちゃん）

2001年
- Love Songs アイドルがクラスメ〜ト（双葉理保）
- プリズム・ハート（メイプル・リッツ） - DC版

2002年
- みずいろ（早坂日和） - DC / PS2版
- SIMPLEシリーズ（2002年 - 2011年、双葉理保） - 28作品
- フーリガン〜君のなかの勇気〜（天羽悠加）

2004年
- たまきゅう（今市伸行）
- こころの扉（水原菜々美）
- HiPai☆パラダイス2（梁井一帆）
- ベルセルク 千年帝国の鷹篇 聖魔戦記の章（ファルネーゼ）
- 水月 -迷心- / 水月〜Portable〜（2004年 - 2008年、香坂アリス） - 2作品

2005年
- ロックマンゼロ4（ネージュ）
- ロマンシング サガ -ミンストレルソング-（ミリアム、モニカ）
- Like Life an hour / every hour（2005年 - 2009年、沢木椿） - 2作品
- ラムネ〜ガラスびんに映る海〜（近衛七海）
- SHUFFLE! ON THE STAGE（芙蓉楓、真聡）
- THE パーティーゲーム（ハムスター）
- THE 呪いのゲーム（2005年、ゲーマーの彼女〈顔出し〉） - 友情出演
- ダイダロスの迷宮（フランカ）

2006年
- チャコっとゲーム研究会〜すずめ隊長のメイドカフェ〜（ラン）
- Riviera 〜約束の地リヴィエラ〜（シエラ）
- サモンナイト4（ポムニット）

2007年
- Dear Pianissimo refrain（暮里菜葱）
- クイズマジックアカデミー シリーズ（2007年 - 2015年、リエル） - 10作品
- くじびきアンバランス 会長お願いすま〜っしゅファイト☆（山田薫子）
- 涼宮ハルヒの約束（朝比奈みくる）
- narcissu SIDE 2nd（千尋）
- 魔女っ娘ア・ラ・モードII 〜魔法と剣のストラグル〜（サラ・マジェスティア）
- みんなのGOLF ポータブル2（ミズホ）
- 真・らき☆すた 萌えドリル 〜旅立ち〜（峰岸あやの）

2008年
- あけぶれ（翁かぐや）
- 狼と香辛料 ボクとホロの一年（アニス）
- オトメディウスG（ポイニー・クーン & ファルシオンβ）
- 君が主で執事が俺で お仕え日記（2008年 - 2012年、久遠寺未有） - 2作品
- Scarlett 〜日常の境界線〜（別当・和泉しずか・スカーレット）
- 涼宮ハルヒの戸惑（朝比奈みくる）
- ZODIAC-前編- / -後編-（三ツ矢守） - 2作品
- ティアーズ・トゥ・ティアラ 花冠の大地（2008年 - 2010年、リアンノン） - PS3 / PSP版
- ナイトウィザード The VIDEO GAME 〜Denial of the World〜（ベール＝ゼファー）
- マナケミア2 〜おちた学園と錬金術士たち〜（クロエ・ハールトーク）
- Memories Off 6 〜T-wave〜 / Next Relation（2008年 - 2009年、嘉神川クロエ） - 2作品
- もえスタ 〜萌える東大英語塾〜（イディオム・エデム・エンジェル）
- 桃色大戦ぱいろん（氷川玖月）
- レッスルエンジェルス SURVIVOR 2（AGEHA、ウィッチ美沙）

2009年
- アガレスト戦記ZERO（2009年 - 2010年、ルーティエ） - 2作品
- アンティフォナの聖歌姫 天使の楽譜Op.A（クララ・ドルファー）
- エクシズ・フォルス（ルフィーナ・ジェミナイ、ウル）
- おおかみかくし（真那香織）
- キモかわE!（ドリス）
- クイーンズブレイド スパイラルカオス（メナス）
- SweetHoneyComing（緒方美夏）
- 涼宮ハルヒの激動（朝比奈みくる）
- 涼宮ハルヒの直列（朝比奈みくる）
- 涼宮ハルヒの並列（朝比奈みくる）
- ティアーズ・トゥ・ティアラ外伝 -アヴァロンの謎-（2009年 - 2010年、リアンノン、偽リアンノン） - PS3 / PSP版
- ドリームクラブ（2009年 - 2012年、理保） - 3作品
- narcissu 3rd -Die Dritte Welt-（千尋）
- ひだまりスケッチ どこでもすごろく×365（ヒロ）
- マナケミア2 〜おちた学園と錬金術士たち〜 PORTABLE+（クロエ・ハールトーク）
- Really? Really! リアリアDS（芙蓉楓）

2010年
- Another Century's Episode:R（アーニャ・アールストレイム）
- おねがいナイショにしてねKiss（茅野唯）
- 真・恋姫†夢想〜乙女繚乱☆三国志演義〜 蜀編（鳳統）
- 祝福のカンパネラ Portable（アヴリル）
- トリックスター（ぴるつ）
- ナルキッソス〜もしも明日があるなら〜（篠原千尋）
- 魔王様は女子高生!?（茅野唯）
- MAPLUS ポータブルナビ3（音声ナビ）
- マリッジロワイヤル プリズムストーリー（浜木綿えびの）

2011年
- AQUAPAZZA（リアンノン）
- アンチェインブレイズ レクス（ラピス）
- ヴァイスシュヴァルツ ポータブル（朝比奈みくる）
- クイーンズゲイト スパイラルカオス（メナス）
- code_18（鳥倉菜菜莉）
- 涼宮ハルヒちゃんの麻雀（朝比奈みくる）
- 涼宮ハルヒの追想（朝比奈みくる）
- 第2次スーパーロボット大戦Z 破界篇 / 再世篇（2011年 - 2012年、エイーダ・ロッサ、アーニャ・アールストレイム） - 2作品
- 次の犠牲者をオシラセシマス（早倉紅春）
- デューク ニューケム フォーエバー（ケイト・ホールサム）
- ドリームクラブZERO（2011年 - 2013年、理保） - 3作品

2012年
- 神さまと恋ゴコロ（藤代舞花）
- 君と一緒に2（藤森渚）
- 真・恋姫†夢想 〜乙女対戦★三国志演義〜（鳳統）
- D.C.III 〜ダ・カーポIII〜（瑠璃香・オデット）
- たっち、しよっ! 〜Love Application〜（相葉皐月）
- マージャン★ドリームクラブ（理保）
- 真剣で私に恋しなさい!!R（黛由紀江、松風）

2013年
- スーパーロボット大戦UX（エイーダ・ロッサ）
- D.C.III Plus 〜ダ・カーポIII プラス〜（瑠璃香・オーデット）

2014年
- 俺たちに翼はない（鳳鳴） - PS3 / PSV版
- 恋姫†演武（鳳統）
- 第3次スーパーロボット大戦Z 時獄篇 / 天獄篇（2014年 - 2015年、エイーダ・ロッサ） - 2作品

2015年
- クイズRPG 魔法使いと黒猫のウィズ（アッカ・フロレンテ、朝比奈みくる）
- 限界凸起 モエロクリスタル（2015年 - 2019年、メロリィ） - 2作品
- ザクセスヘブン リベリオン（舛花）
- 戦国修羅SOUL（井伊直虎）
- 夏色ハイスクル★青春白書（双葉理保）
- 雷子（黄忠）

2016年
- ガールフレンド（仮）（2016年 - 2023年、織部千華）
- 白猫プロジェクト（ラクア)
- 神撃のバハムート（エヴァン）
- 彗星のアルナディア（リッコロ）
- マジガーーーーール!!!（月島くるみ）

2017年
- グランブルーファンタジー（2017年 - 2024年、コンスタンツィア）
- きららファンタジア（ヒロ）

2018年
- アズールレーン（フォーチュン、エディンバラ）
- スーパーロボット大戦X（アーニャ・アールストレイム）
- メモリーズオフ -Innocent Fille-（嘉神川クロエ）
- 神姫PROJECT（朝比奈みくる）
- ブレイヴガール レイヴンズ（朝比奈みくる）

2019年
- クイーンズブレイド WHITE TRIANGLE（メナス）
- EARTH DEFENSE FORCE: IRON RAIN（双葉理保）
- ブラウンダスト（アインドリン）

2020年
- デジボク地球防衛軍（シャパリュ、双葉理保）

2021年
- 八月のシンデレラナイン（朝比奈みくる）
- ワールドフリッパー（朝比奈みくる）

2022年
- ブルーアーカイブ -Blue Archive-（2022年 - 2023年、霞沢ミユ）
- コードギアス Genesic Re;CODE（アーニャ・アールストレイム、モニカ・クルシェフスキー）
- スーパーロボット大戦DD（アーニャ・アールストレイム）
- コードギアス 反逆のルルーシュ ロストストーリーズ（2022年 - 2024年、アーニャ・アールストレイム、モニカ・クルシェフスキー）

2023年
- D.C.III P.S. 〜ダ・カーポIII プラスストーリー〜（瑠璃香・オーデット）
- Fate/Grand Order（2023年 - 2024年、杉谷善住坊）

2025年
- モンスターストライク（アーニャ・アールストレイム）
- 魔法少女まどか☆マギカ Magia Exedra（鹿目詢子）

### デジタルコミック
- VOMIC ゴーレム・ア・GO!GO!（田名辺ユウキ）

### パチスロ
- ロリクラ☆ほーるど！（2021年、さき[89]）

### ドラマCD
1999年
- 恋の診察室1（看護婦A）

2001年
- Love Songs アイドルがクラスメ〜ト Drama Album（双葉理保）

2004年
- SHUFFLE! -FILE 03 芙蓉楓-（芙蓉楓）

2005年
- 俺フェチ いちごちゃん気をつけて!（長谷川いちご）
- REMASTERED TRACKS ROCKMAN ZERO Physis（ネージュ）

2006年
- アクエリアンエイジ 7周年記念ドラマCD（ステラ・ブラヴァツキ）
- 江ノ島ベイビィ（鶴川雪野）
- 乙女はお姉さまに恋してる（高島一子）
  - シーズン01 〜ショッピングは危険な香り?〜
  - シーズン02 〜魔法使いのレシピ〜
  - シーズン03 〜Girl meets Cat〜
  - シーズン04 〜偶然と必然の迷宮（ラビリンス）〜

- ご愁傷さま二ノ宮くん ドラマCD（月村真由）
- SHUFFLE! ON THE STAGE（芙蓉楓）
- ナイトウィザード ファンブック パワー・オブ・ラブ（エレナ）
- まろまゆ（妙子）

2007年
- LOVELY IDOL DRAMA CD 歌は素敵なプレゼント（猫谷海羽）
- いつでも召喚!サモンナイト4（ポムニット）
- 君が主で執事が俺で（久遠寺未有）
- クイーンズブレイド 美闘士列伝 -古代王女の書-（メナス）
- 第一回 声優アワード 記念作品 「こゑこひ〜あなたの声に恋してる〜」 『万華鏡』
- SHUFFLE! MEMORIES オリジナルドラマCD（芙蓉楓）
- 獣装機攻ダンクーガノヴァ（エイーダ・ロッサ）
  - EXTRA MISSION 1 あの時の月面決戦
  - EXTRA MISSION 2 雪原に、吠えろ! 獣戦機

- Sketch Book Stories 〜前夜祭〜（ケイト）
- 涼宮ハルヒの憂鬱 ドラマCD 「サウンドアラウンド」（朝比奈みくる）
- DEARS シリーズ
  - Come across 〜DEARS朗読物語〜 Vol.2 グリムの童話
  - DEARS 怪談物語〜小泉八雲の章〜 上・下巻（ナレーション、轆轤首 他）

- ナイトウィザード ファンブック 『リーチ・フォー・ザ・スターズ』 ボイスドラマ 「最果ての数式」（ベール＝ゼファー）
- narcissu SIDE 2nd（千尋）
- ハヤテのごとく! キャラクターCD7 橘ワタル&貴嶋サキ（魔王）
- ヤングガン・カルナバル（田場亜里沙）
- よつのは 〜雪が溶けきる、その前に〜（柚姫衣織）
- ラーメン天使プリティメンマ（キューティトンコ）
- Riviera 〜約束の地リヴィエラ〜 The Precious Chapter（シエラ）

2008年
- ドラマCD Radioドラマ QMA!!（リエル）
- コードギアス 反逆のルルーシュR2 Sound Episode 1-6（アーニャ・アールストレイム、モルドレッド）
- さよなら絶望先生 ドラマCD「絶望劇場」（小節あびる）
- ジャッジメントちゃいむ（クリネクス＝ティシュー）
  - Vol.1 〜どき☆ドキ素泊まり! 海と湯けむりの生徒会旅行!!〜
  - Vol.2 〜Girls Talk〜

- S・A〜スペシャル・エー〜 ドラマCD（華園光）
- DEARS シリーズ
  - DEARS 星座物語外伝〜25の物語〜
  - DEARS 十二星座物語 Artemis Side

- ナイトウィザード The 2nd Edition ファンブック 『オペレーション・ケイオス』 ボイスドラマ 「蘇りし友、来たり」（ベール＝ゼファー）
- ひだまりスケッチ×365 ドラマCD（ヒロ）
- 妄想ボイスCD 『目覚ましCD』
- 毘-vi- 一.天と地と（上杉謙信、毘沙門天）

2009年
- AIKa ZERO（白鳥美由）
- アクエリアンエイジ 10thアニバーサリードラマCD2〜我が種族の繁栄の為なら、ひと肌脱ごう。〜（ステラ・ブラヴァツキ）
- 俺たちに翼はない（鳳鳴）
  - ドラマシリーズ第4章 鳳鳴
  - Drama CD 2nd Season Vol.1 - Vol.5

- キモかわE!（ドリス）
- クイーンズブレイド 流浪の戦士（メナス）
- 七人のツンデレ（林田平美）
  - Vol.1 〜七人のツンデレ集結するの巻〜
  - Vol.2 〜七人のツンデレVSヤンデレ軍団〜

- 超空転神トランセイザー（篠原心愛）
- ティアーズ・トゥ・ティアラ（リアンノン）
- DEARS 花言葉物語〜赤の季節〜（もくれん）
- P.S.すりーさん（32X先輩）
- ラブ★ゆう（ロザリー）

2010年
- おおかみかくし（新珠三重子）
- 乙女はお姉さまに恋してる エピローグCD VOL.1 〜卒業旅行に行きましょう〜（高島一子）
- おやじな! 〜千夏と巴の場合〜（黄田千夏）
- 神さまのいない日曜日（ハナ）
- けんぷファー（副委員長）
- ドリームクラブ（理保）
- 真剣で私に恋しなさい!（黛由紀江）

2012年
- 屍姫（フラウメル・ジェット・ラストボーン）
- クイーンズブレイド リベリオン 美闘士戦記決戦編（メナス）
- ジャジメントちゃいむ 〜魔法の指輪のプレゼント〜（クリネクス＝ティシュー）
- ナイトウィザード The 2nd Edition 『ファイナルカウントダウン』 〜それは少し前にあった未来〜（ベール＝ゼファー）
- ラグナロクオンライン 10thアニバーサリードラマCD 〜私を幸せにするもの〜（キルシュ）
- らぶかの（邑崎かえで）
- 恋愛遺伝子XX（エリカ）

2021年
- ドラマCD「メイドラゴンたちの日常」（ジョージー）

2022年
- ブルーアーカイブ ドラマCD「舞台袖のかくしごと 〜キヴォトス晄輪大祭〜」（霞沢ミユ）

### 吹き替え

#### 映画
- ヴァーチャル・シャドー 幻影特攻（ケイト）
- キャリー（キャリー・ホワイト〈子供時代〉）
- クライ・ベイビー（スージーQ）
- ザ・ラスト・ウーォリアー（イガ）
- ジャニス・ベアードのOL日記（ジェーン）
- シャンプー台のむこうに（シャロン）
- チアーズ!（パトリオッツ）
- ファイナル・デスティネーション（ブレイク）
- ぼくの国、パパの国
- 未知との遭遇 デラックス・コレクターズ・エディション（トビー・ニアリー）
- メル（スーザン）
- モモ（モーリーン、ビビ・レディ）
- リトル・ウィッチ ビビと魔法のクリスタル（アルカディア）
- リプリー（シルヴァーナ）

#### アニメ
- スポンジ・ボブ/スクエアパンツ ザ・ムービー
- ヘラクレス（女子生徒）

### ラジオ
※はインターネット配信。
- 天羽姉妹のスパッと成敗してあ・げ・る!（2002年、声優Wave）
- 後藤ラジオ（2003年、アニメイトTV※）
- Navel×Lantis インターネットラジオ「ねぶら」（2005年 - 2012年・2014年、ランティスウェブラジオ）
- 涼宮ハルヒの憂鬱 SOS団ラジオ支部（2006年、ラジオ関西・ランティスウェブラジオ）
- 聖應女学院放送局（2006年 - 2007年、アニメイトTV※） - 第38回で降板
- RADIOアニメロミックス（7、8代目・2007年、文化放送・超!放送局）
- 潮風放送局〜みなとらじお!（2007年 - 2008年、※）
  - 潮風放送局〜みなとSTATIONらじお! 〜君が主で執事が俺で編〜（2008年 - 2010年、※）
- ティアーズ・トゥ・ティアラWebラジオ（2008年 - 2009年、ニコニコアニメチャンネル※ ）
  - 真・ティアーズ・トゥ・ティアラジオ（2009年、ニコニコアニメチャンネル※・音泉※）
- 沼地の魔女の手下たち（2009年、メディファクラジオ）
- 後藤邑子の超ラジ!（2009年、超!A&G+）
- ひだまり楽屋裏ジオ（2009年、ランティスウェブラジオ）
- 超!A&G+ライブラリー「ホンバン。」（2009年 - 2011年、超!A&G+）
- おおかみかくし Webラジオ JTTB 嫦娥町観光協会放送（2009年 - 2010年、アニメイトTV）
- ラジオ Dream C Club（2010年 - 2011年、音泉※）
- ラジオ昼間便〜心のオアシス深夜便を語る〜（2010年、NHKラジオ第1）
- お好み後藤邑子（2011年 - 2012年、ラジオ大阪） - 後藤の病気療養により、第60回で休止。後藤の出演は第59回まで。
- 渋谷アニメランド（2011年、NHKラジオ第1）
- 地球ラジオ（2012年、NHKラジオ第1放送） - [注 3]
- 伊藤静&後藤邑子のみなとそふと放送局（2016年、ニコニコ生放送声優グランプリチャンネル※）
- NavTube!![90]（2019年 - 、YouTube ProjectNavelRadioチャンネル※）
- 杉田智和と後藤邑子の引き籠もりヒーローラジオ（2021年 - 、YouTube※、音泉※）

#### ラジオCD
- 「ねぶら」関連CD
- ラジオ Dream C Club ラジオCDシリーズ
- 潮風放送局〜みなとらじお! CD #1、2（2007年 - 2008年）
- DJCD「WEB RADIO おとボク 聖應女学院放送局」Vol.1、2（2007年 - 2008年）
- 潮風放送局〜みなとSTATIONらじお! 〜君が主で執事が俺で編〜 CD #1 - 7（2008年 - 2010年）
- ラジオCD Radio QMA!!（2008年12月18日）
- クイーンズブレイド 流浪の戦士 webラジオCD vol.1〜ラジオ・クイーンズブレイド＆沼地の魔女達 第1期シリーズ放送分より（2009年11月25日）
- お好み後藤邑子 番組CD 第1号（2011年7月29日）

### バラエティ番組
- コスコスプレプレ（2008年、フジテレビTWO）
- 番宣部長（2010年12月、AT-X）

### その他のテレビ番組
- キキコミ（2007年）イトウマサミ
- ママさんバレーでつかまえて（2009年、NHK、第3話 声の出演）
- マルモのおきて まるわかりスペシャル！歌と踊り完全保存版！、他、関連の宣伝等のナレーション等も（2011年、フジテレビ、ナレーション）
- TACナビ「お酒の豆知識」
- TACナビ「時間有効活用テクニック」

### テレビCM
- ロッテ 『ACUO』ブティック篇（2010年4月5日 - 、朝比奈みくる）

### 映像商品
- らぶドル FIRST LIVE IN YOKOHAMA BLITZ（2007年7月25日）
- 涼宮ハルヒの激奏（2007年7月27日）
- らき☆すた in 武道館 あなたのためだから（2009年12月25日）
- Animelo Summer Live 2017 -THE CARD- 8.25（2018年）

### 書籍
- 私は元気です 病める時も健やかなる時も腐る時もイキる時も泣いた時も病める時も。（2023年9月12日、文藝春秋） - ISBN 978-4163917382

### その他コンテンツ
- 忙しい人のための幻想郷シリーズ（東風谷早苗）
- ボイスドラマ『【ブルーアーカイブ】ミユASMR〜ゴミ箱の中でふたりきり〜』（2022年、ミユ）

## ディスコグラフィ

### シングル
| 枚  | 発売日       | タイトル              | 規格品番  | オリコン 最高位 |
| --- | ------------ | --------------------- | --------- | --------------- |
| 1st | 2007年8月8日 | ヨロシクRED ZONE      | LACM-4396 | 80位            |
| 2nd | 2008年2月6日 | Butlerスイッチオーン! | LACM-4457 | 66位            |

### アルバム
| 枚  | 発売日         | タイトル     | 規格品番  | オリコン 最高位 |
| --- | -------------- | ------------ | --------- | --------------- |
| 1st | 2006年11月8日  | GO TO SONG   | LACA-5564 | 36位            |
| 2nd | 2008年12月25日 | GO TO SONG 2 | LACA-5841 | 204位           |

| 枚  | 発売日        | タイトル | 規格品番   | オリコン 最高位 |
| --- | ------------- | -------- | ---------- | --------------- |
| 1st | 2010年9月22日 | Gigson   | LACA-15052 | 229位           |

| 枚  | 発売日        | タイトル | 規格品番  | オリコン 最高位 |
| --- | ------------- | -------- | --------- | --------------- |
| 1st | 2010年1月13日 | ごとそん | LACA-5971 | 74位            |

### タイアップ曲
| 楽曲                  | タイアップ                                             | 時期   |
| --------------------- | ------------------------------------------------------ | ------ |
| 未来の想い出          | PCゲーム『Dear Pianissimo refrain』オープニングテーマ  | 2007年 |
| Butlerスイッチオーン! | テレビアニメ『君が主で執事が俺で』エンディングテーマ   | 2008年 |
| AMELIA                | テレビアニメ『祝福のカンパネラ』後期エンディングテーマ | 2010年 |

### キャラクターソング
| 発売日   | 商品名                                                                         | 歌 | 楽曲                                                                                              | 備考                                                                    |
| 2001年   | 2001年                                                                         | 2001年 | 2001年                                                                                            | 2001年                                                                  |
| -------- | ------------------------------------------------------------------------------ | --- | ------------------------------------------------------------------------------------------------- | ----------------------------------------------------------------------- |
| 5月23日  | Love Songs アイドルがクラスメ〜ト キャラクターソングシリーズ4 双葉理保/橘涼子  | 双葉理保（後藤邑子） | 「フローラのTea party」                                                                           | ゲーム『Love Songs アイドルがクラスメ〜ト』関連曲                       |
| 2004年   |                                                                                | |                                                                                                   |                                                                         |
| 10月27日 | SHUFFLE! キャラクターイメージヴォーカルアルバム「シャッフルタイム」            | 芙蓉楓（後藤邑子） | 「only one,only love」                                                                            | テレビアニメ『SHUFFLE!』関連曲                                          |
| 12月22日 | 〜Feels Like First Time !!                                                     | 双葉理保（後藤邑子） | 「気紛れシンデレラストーリー〜Lucky girl」 「Dancing in the rain」 「Misty you」 「Good morning」 | ゲーム『SIMPLE2000シリーズ アルティメット Vol.18 ラブ★エアロビ♪』関連曲 |
| 12月22日 | 〜Feels Like First Time !!                                                     | 双葉理保（後藤邑子） | 「夢を信じて」 「ハッピ・ゲンキ祭り」                                                             | ゲーム『LoveSongs♪ADV 双葉理保14歳 〜夏〜』関連曲                       |
| 12月22日 | 〜Feels Like First Time !!                                                     | 双葉理保（後藤邑子） | 「チョコパフェ☆大戦争」 「ひとりのクリスマス」                                                    | ゲーム『LoveSongs♪ADV 双葉理保19歳 〜冬〜』関連曲                       |
| 12月22日 | 〜Feels Like First Time !!                                                     | 双葉理保（後藤邑子） | 「フローラのTea party（Trance Remix）」                                                           | ゲーム『Love Songs アイドルがクラスメ〜ト』関連曲                       |
| 2005年   |                                                                                | |                                                                                                   |                                                                         |
| 4月27日  | おしゃれファンタジー                                                           | ファイン★レイン | 「おしゃれファンタジー」 「パラダイス・プリンセス」                                               | テレビアニメ『ふしぎ星の☆ふたご姫』エンディングテーマ                   |
| 8月3日   | ふしぎ星の☆ふたご姫 プリンセスコレクション★レイン                              | レイン（後藤邑子） | 「オトメゴコロと空の星」 「サンサンサンバ〜レインばーじょん★」                                    | テレビアニメ『ふしぎ星の☆ふたご姫』関連曲                               |
| 11月2日  | パタタタ・ルン♪                                                                | ファイン★レイン | 「パタタタ・ルン♪」                                                                               | テレビアニメ『ふしぎ星の☆ふたご姫』エンディングテーマ                   |
| 11月2日  | キャラジオCD SHUFFLE! バーベナ学園放送部 vol.2                                 | リシアンサス（あおきさやか）、ネリネ（永見はるか）、芙蓉楓（後藤邑子） | 「Smile Smile」                                                                                   | ラジオ『SHUFFLE! バーベナ学園放送部』オープニングテーマ                 |
| 12月7日  | キャラジオCD SHUFFLE! バーベナ学園放送部 vol.3                                 | リシアンサス（あおきさやか）、ネリネ（永見はるか）、芙蓉楓（後藤邑子）、時雨亜沙（伊藤美紀） | 「Smile Smile」                                                                                   | ラジオ『SHUFFLE! バーベナ学園放送部』オープニングテーマ                 |
| 2006年   |                                                                                | |                                                                                                   |                                                                         |
| 1月12日  | キャラジオCD SHUFFLE! バーベナ学園放送部 vol.4                                 | リシアンサス（あおきさやか）、ネリネ（永見はるか）、芙蓉楓（後藤邑子）、時雨亜沙（伊藤美紀）、プリムラ（ひと美） | 「Smile Smile」                                                                                   | ラジオ『SHUFFLE! バーベナ学園放送部』オープニングテーマ                 |
| 1月25日  | ラムネ Characters Collection Vol.1 近衛七海                                    | 近衛七海（後藤邑子） | 「Kira Kira」                                                                                     | テレビアニメ『ラムネ』関連曲                                            |
| 2月8日   | キャラジオCD SHUFFLE! バーベナ学園放送部 vol.5                                 | リシアンサス（あおきさやか）、ネリネ（永見はるか）、芙蓉楓（後藤邑子）、時雨亜沙（伊藤美紀）、プリムラ（ひと美）、土見稟（杉田智和）、緑葉樹（荻原秀樹） | 「Smile Smile」                                                                                   | ラジオ『SHUFFLE! バーベナ学園放送部』オープニングテーマ                 |
| 3月24日  | SHUFFLE! ON THE STAGE Character Vocal Album                                    | 芙蓉楓（後藤邑子） | 「Love bless You!」                                                                               | ゲーム『SHUFFLE! ON THE STAGE』関連曲                                   |
| 6月21日  | 涼宮ハルヒの詰合 〜TVアニメ「涼宮ハルヒの憂鬱」劇中歌集シングル〜              | 朝比奈みくる（後藤邑子） | 「恋のミクル伝説」                                                                                | テレビアニメ『涼宮ハルヒの憂鬱』第1話挿入歌                             |
| 7月5日   | 涼宮ハルヒの憂鬱 キャラクターソング Vol.3 朝比奈みくる                         | 朝比奈みくる（後藤邑子） | 「見つけて Happy Life」 「時のパズル」 「ハレ晴レユカイ（朝比奈みくるver.）」                     | テレビアニメ『涼宮ハルヒの憂鬱』関連曲                                  |
| 8月23日  | 乙女はお姉さまに恋してる キャラクターソングシリーズ PART2 由佳里・奏・一子     | 高島一子（後藤邑子） | 「恋する乙女は」                                                                                  | テレビアニメ『乙女はお姉さまに恋してる』関連曲                          |
| 11月1日  | 恋、はじめました!/LoveLoveLoveのせいなのよ!                                    | らぶドル | 「LoveLoveLoveのせいなのよ!」                                                                     | テレビアニメ『らぶドル Lovely Idol』エンディングテーマ                  |
| 11月8日  | 学園天国〜ファイン★レインばーじょん                                            | ファイン★レイン | 「学園天国〜ファイン★レインばーじょん」 「絶対的にミラクル」                                      | テレビアニメ『ふしぎ星の☆ふたご姫 Gyu!』エンディングテーマ              |
| 11月29日 | キーポン！キーポン！                                                           | 猫谷美羽（後藤邑子） | 「キーポン！キーポン！」 「LoveLoveLoveのせいなのよ!（海羽ソロバージョン）」                      | テレビアニメ『らぶドル Lovely Idol』関連曲                              |
| 12月27日 | らぶドル LOVELY IDOL SPECIAL CD 1                                              | らぶドル | 「GO↑GO↑☆PARTY」                                                                                  | テレビアニメ『らぶドル Lovely Idol』挿入歌                              |
| 12月28日 | HAPPY CLOVER                                                                   | らぶドル | 「HAPPY CLOVER」                                                                                  | テレビアニメ『らぶドル Lovely Idol』挿入歌                              |
| 2007年   |                                                                                | |                                                                                                   |                                                                         |
| 1月31日  | らぶドル LOVELY IDOL SPECIAL CD 3                                              | らぶドル | 「LoveLoveLoveのせいなのよ!（アニメライブ版）」                                                   | テレビアニメ『らぶドル Lovely Idol』挿入歌                              |
| 2月28日  | らぶドル LOVELY IDOL SPECIAL CD 4                                              | らぶドル | 「GO↑GO↑☆PARTY（アニメライブ版）」 「HAPPY CLOVER（アニメライブ版）」                             | テレビアニメ『らぶドル Lovely Idol』挿入歌                              |
| 3月14日  | らぶドル VARIETY CD 4「らぶり〜できゅーとなのニャ!」海羽編                     | 猫谷海羽（後藤邑子） | 「ふれっしゅハァトを召しあがれ」                                                                  | テレビアニメ『らぶドル Lovely Idol』関連曲                              |
| 3月28日  | らぶドル LOVELY IDOL SPECIAL CD 7                                              | 猫谷海羽（後藤邑子）、北条比奈（茅原実里）、藤沢瑠璃（酒井香奈子） | 「ふれっしゅハァトを召しあがれ」                                                                  | テレビアニメ『らぶドル Lovely Idol』関連曲                              |
| 4月11日  | SHUFFLE! MEMORIES CHARACTER SONG ALBUM                                         | 芙蓉楓（後藤邑子） | 「memories」                                                                                      | テレビアニメ『SHUFFLE! MEMORIES』オープニングテーマ                     |
| 4月11日  | SHUFFLE! MEMORIES CHARACTER SONG ALBUM                                         | 芙蓉楓（後藤邑子）、時雨亜沙（伊藤美紀） | 「キミと未来を」                                                                                  | テレビアニメ『SHUFFLE! MEMORIES』関連曲                                 |
| 5月25日  | 獣装機攻ダンクーガノヴァ オリジナルキャラクターソング「DREAMER'S NOVA」        | エイーダ・ロッサ（後藤邑子） | 「DREAMER'S NOVA」                                                                                | テレビアニメ『獣装機攻ダンクーガノヴァ』挿入歌                          |
| 6月27日  | ひだまりラジオ特別編〜いぇすっ!アスミス!!〜                                    | ヒロ（後藤邑子） | 「磨きましょ」 「Flyで飛んで」 「お菓子工場」 「夢と希望」                                        | テレビアニメ『ひだまりスケッチ』挿入歌                                  |
| 9月5日   | ひだキャラ                                                                     | ヒロ（後藤邑子） | 「ストロベリー☆ロマンス」                                                                         | テレビアニメ『ひだまりスケッチ』関連曲                                  |
| 11月21日 | 絶望歌謡大全集                                                                 | 小節あびる（後藤邑子）、藤吉晴美（松来未祐） | 「fetish」                                                                                        | テレビアニメ『さよなら絶望先生』関連曲                                  |
| 12月21日 | ナイトウィザード The ANIMATION Characters Vol.4 ベール＝ゼファー               | ベール＝ゼファー（後藤邑子） | 「Darkness」                                                                                      | テレビアニメ『ナイトウィザード The ANIMATION』関連曲                    |
| 2008年   |                                                                                | |                                                                                                   |                                                                         |
| 2月14日  | ドラゴノーツ -ザ・レゾナンス- ドラマ&キャラクターソング vol.2                  | アキラ（沢城みゆき）、マキナ（後藤邑子） | 「DUAL FORCE 〜ふたりのキズナ〜」                                                                 | テレビアニメ『ドラゴノーツ -ザ・レゾナンス-』関連曲                     |
| 4月16日  | Special days                                                                   | 華園光（後藤邑子） with S・A | 「Special days」 「響け!ハイタッチ」                                                              | テレビアニメ『S・A〜スペシャル・エー〜』オープニングテーマ              |
| 6月25日  | 君が主で執事が俺で キャラクターソングミニアルバム&トークCD                     | 久遠寺未有（後藤邑子） | 「恋愛と円周率の関係性」                                                                          | テレビアニメ『君が主で執事が俺で』関連曲                                |
| 7月16日  | スペシャル☆ギュッとGood luck!                                                  | 華園光（後藤邑子）、東堂明（生天目仁美）、山本芽（高垣彩陽） | 「スペシャル☆ギュッとGood luck!」 「ノンストップ・ハイテンション!」                               | テレビアニメ『S・A〜スペシャル・エー〜』エンディングテーマ              |
| 7月23日  | ？でわっしょい                                                                 | ゆの（阿澄佳奈）、宮子（水橋かおり）、ヒロ（後藤邑子）、沙英（新谷良子） | 「？でわっしょい」 「すたこらドリーム」                                                           | テレビアニメ『ひだまりスケッチ×365』オープニングテーマ                  |
| 9月10日  | ひだまりスケッチ×365 キャラクターソング Vol.3 ヒロ                             | ヒロ（後藤邑子） | 「シャラララ・ドルチェ」 「ちいさなお茶会」                                                       | テレビアニメ『ひだまりスケッチ×365』関連曲                              |
| 9月24日  | Memories Off 6 〜T-wave〜 PERSONAL COLLECTION 3 嘉神川クロエ                   | 嘉神川クロエ（後藤邑子） | 「Blue Moon」                                                                                     | ゲーム『メモリーズオフ6 〜T-wave〜』嘉神川クロエエンディング            |
| 12月10日 | Love Letters                                                                   | 双葉理保（後藤邑子） | 「Love&share」                                                                                    | ゲーム『THE ルームシェアという生活。』関連曲                            |
| 12月10日 | Love Letters                                                                   | 双葉理保（後藤邑子） | 「東京Vanity girl〜THE Kakuto-night」                                                             | ゲーム『THE ALL★STAR格闘祭』関連曲                                      |
| 12月10日 | Love Letters                                                                   | 双葉理保（後藤邑子） | 「Lovely Darlin'」                                                                                |                                                                         |
| 12月10日 | Love Letters                                                                   | 双葉理保（後藤邑子） | 「テンパイ☆LOVE」                                                                                 | ゲーム『THE どこでもギャル麻雀』オープニングテーマ                      |
| 12月10日 | Love Letters                                                                   | 双葉理保（後藤邑子） | 「夏色ファンタジア」                                                                              |                                                                         |
| 12月10日 | Love Letters                                                                   | 双葉理保（後藤邑子） | 「Limit（New Vocal Version）」                                                                    | ゲーム『THE お姉チャンポン』関連曲                                      |
| 12月10日 | Love Letters                                                                   | 双葉理保（後藤邑子） | 「あいたくて☆こねこ」                                                                             | ゲーム『THE ネコ村の人々』関連曲                                        |
| 12月10日 | Love Letters                                                                   | 双葉理保（後藤邑子） | 「Tokyo Life」 「Love Letters」                                                                   |                                                                         |
| 12月10日 | Love Letters                                                                   | 双葉理保（後藤邑子） | 「First Love & First Dream」                                                                      | ゲーム『Love Songs アイドルがクラスメ〜ト』関連曲                       |
| 2009年   |                                                                                | |                                                                                                   |                                                                         |
| 1月7日   | イタキスSTATION                                                                | クリスティーヌ・ロビンス（後藤邑子） | 「サムライとわたし」                                                                              | テレビアニメ『イタズラなKiss』関連曲                                    |
| 1月21日  | 涼宮ハルヒの激動 ボーカルミニアルバム                                          | 朝比奈みくる（後藤邑子） | 「みらくるアンコール」                                                                            | ゲーム『涼宮ハルヒの激動』関連曲                                        |
| 1月21日  | 涼宮ハルヒの激動 ボーカルミニアルバム                                          | 平野綾、茅原実里、後藤邑子 | 「BE BE BEAT!!」                                                                                  | ゲーム『涼宮ハルヒの激動』エンディングテーマ                            |
| 3月25日  | HIDAMARILAND GO LAND                                                           | ゆの（阿澄佳奈）、宮子（水橋かおり）、ヒロ（後藤邑子）、沙英（新谷良子）、吉野屋先生（松来未祐）、校長先生（チョー）、うめ先生（蒼樹うめ） | 「ひだまりランド・ゴーランド」                                                                    | イベント『超ひだまつりZ』テーマソング                                   |
| 4月22日  | いままでのあらすじ                                                             | えすおーえす団 | 「いままでのあらすじ」 「あとがきのようなもの」                                                   | Webアニメ『涼宮ハルヒちゃんの憂鬱』主題歌                               |
| 4月22日  | 俺たちに翼はない CHARACTER SONG ALBUM                                          | 鳳鳴（後藤邑子） | 「瞳の中のpartner」                                                                               | ドラマCD『俺たちに翼はない』関連曲                                      |
| 5月27日  | ググれ!（に一致する日本語のページ）                                            | ちゅるやさん（松岡由貴）、ゲスト：朝比奈みくる（後藤邑子） | 「ググれ!（に一致する日本語のページ）」                                                           | Webアニメ『にょろーん ちゅるやさん』イメージソング                      |
| 9月25日  | クイーンズブレイド 流浪の戦士 キャラクターソング+ショートドラマ〜メナスVer.    | メナス（後藤邑子） | 「Amara」                                                                                         | テレビアニメ『クイーンズブレイド 流浪の戦士』関連曲                     |
| 9月30日  | 涼宮ハルヒの憂鬱 新キャラクターソング Vol.3 朝比奈みくる                       | 朝比奈みくる（後藤邑子） | 「えっと…リターンズしてリベンジ！」 「ヘンですコワイですっ」                                      | テレビアニメ『涼宮ハルヒの憂鬱』関連曲                                  |
| 9月30日  | 絶望歌謡大全集2                                                                | 小節あびる（後藤邑子） | 「キリトリ線」 「絶望レストラン（化粧直しモード）」                                               | テレビアニメ『懺・さよなら絶望先生』関連曲                              |
| 10月21日 | PURE SONGS@DREAM C CLUB                                                        | 理保（後藤邑子） | 「絶対アイドル☆宣言」                                                                             | ゲーム『ドリームクラブ』関連曲                                          |
| 10月21日 | PURE SONGS@DREAM C CLUB                                                        | DREAM C CLUB All HostGirls | 「恋・KOI☆week end!」                                                                             | ゲーム『ドリームクラブ』関連曲                                          |
| 10月23日 | buddy-body                                                                     | メローナ（釘宮理恵）、メナス（後藤邑子）、アイリ（伊藤かな恵） | 「buddy-body」 「buddy-body（冥界Boogie ver.）」                                                  | テレビアニメ『クイーンズブレイド 玉座を継ぐ者』エンディングテーマ       |
| 12月9日  | 俺たちに翼はない ドラマCD 2nd season イメージソングアルバム                    | 鳳鳴（後藤邑子） | 「Believe」                                                                                       | ドラマCD『俺たちに翼はない』関連曲                                      |
| 2010年   |                                                                                | |                                                                                                   |                                                                         |
| 1月27日  | できるかなって☆☆☆                                                              | ゆの（阿澄佳奈）、宮子（水橋かおり）、ヒロ（後藤邑子）、沙英（新谷良子） | 「できるかなって☆☆☆」 「ひだまりっぽい数え唄」                                                    | テレビアニメ『ひだまりスケッチ×☆☆☆』オープニングテーマ                  |
| 3月25日  | PURE SONGS 2@DREAM C CLUB                                                      | 理保（後藤邑子） | 「カンパイ☆LOVE」                                                                                 | ゲーム『ドリームクラブ』関連曲                                          |
| 3月25日  | クイーンズブレイド ヴォーカル・コンプリート・アルバム                          | メローナ（釘宮理恵）、メナス（後藤邑子）、アイリ（伊藤かな恵） | 「buddy-body（アルバム Re.トラックダウン Ver.）」                                                 | テレビアニメ『クイーンズブレイド 玉座を継ぐ者』関連曲                   |
| 5月26日  | マリッジロワイヤル キャラクターソングアルバム                                  | 浜木綿えびの（後藤邑子） | 「最強らぶLink」                                                                                  | ゲーム『マリッジロワイヤル プリズムストーリー』関連曲                   |
| 8月25日  | クイーンズブレイド 美しき闘士たち「信義!エリナ揺るぎなき絆」【初回生産特典CD】 | エリナ（水橋かおり）、レイナ（川澄綾子）、アイリ（伊藤かな恵）、アレイン（喜多村英梨）、イルマ（鹿野優以）、エキドナ（甲斐田ゆき）、カトレア（柚木涼香）、クローデット（田中敦子）、シズカ（生天目仁美）、ナナエル（平野綾）、セトラ（立木文彦）、トモエ（能登麻美子）、ニクス（田中理恵）、ノワ（高橋美佳子）、メルファ（大原さやか）、ユーミル（齋藤彩夏）、メローナ＆ラナ（釘宮理恵）、リスティ（甲斐田裕子）、アルドラ（竹内美優）、メナス（後藤邑子） | 「美闘士カーニバル〜たおれる時は前向きに〜 cheio:full」                                           | OVA『クイーンズブレイド 美しき闘士たち』エンディングテーマ              |
| 11月25日 | クイーンズブレイド 美しき闘士たち「再興!メナス愉悦の王宮」【初回生産特典CD】   | メローナ（釘宮理恵）、メナス（後藤邑子）、アイリ（伊藤かな恵）、アルドラ（竹内美優）、シズカ（生天目仁美）、セトラ（立木文彦）、トモエ（能登麻美子）、ナナエル（平野綾）、メルファ（大原さやか）、ユーミル（齋藤彩夏）、リスティ（甲斐田裕子）、レイナ（川澄綾子） | 「美闘士カーニバル〜たおれる時は前向きに〜 quatro:4」                                             | OVA『クイーンズブレイド 美しき闘士たち』エンディングテーマ              |
| 12月22日 | ひだまりんぐsongs                                                              | ヒロ（後藤邑子） | 「この部屋でまた♪」                                                                               | テレビアニメ『ひだまりスケッチ×☆☆☆』関連曲                              |
| 2011年   |                                                                                | |                                                                                                   |                                                                         |
| 2月23日  | クイーンズブレイド 美しき闘士たち「堕天!逸楽のナナエル」【初回生産特典CD】     | ナナエル（平野綾）、メローナ（釘宮理恵）、アイリ（伊藤かな恵）、アルドラ（竹内美優）、シズカ（生天目仁美）、セトラ（立木文彦）、トモエ（能登麻美子）、メナス（後藤邑子）、メルファ（大原さやか）、（甲斐田裕子）、レイナ（川澄綾子）、ユーミル（齋藤彩夏） | 「美闘士カーニバル〜たおれる時は前向きに〜 cinco:5」                                              | OVA『クイーンズブレイド 美しき闘士たち』エンディングテーマ              |
| 3月23日  | クイーンズブレイド 美しき闘士たち「奥義!差添いの逢魔が旅」【初回生産特典CD】   | トモエ（能登麻美子）、シズカ（生天目仁美）、アルドラ（竹内美優）、アイリ（伊藤かな恵）、セトラ（立木文彦）、ナナエル（平野綾）、メナス（後藤邑子）、メルファ（大原さやか）、メローナ（釘宮理恵）、ユーミル（齋藤彩夏）、リスティ（甲斐田裕子）、レイナ（川澄綾子） | 「美闘士カーニバル〜たおれる時は前向きに〜 seis:6」                                               | OVA『クイーンズブレイド 美しき闘士たち』エンディングテーマ              |
| 4月6日   | らくらく全手動空間/遊びの学びの静けさの                                        | 涼宮ハルヒちゃん（平野綾）、長門有希（茅原実里）、朝比奈みくる（後藤邑子） | 「らくらく全手動空間」                                                                            | ゲーム『涼宮ハルヒちゃんの麻雀』オープニングテーマ                      |
| 4月27日  | 愛で斬るなら痛くな〜い!〜Anime Cast Ver.〜/だって真剣恋だもん!                 | 川神百代（浅川悠）、川神一子（友永朱音）、椎名京（氷青）、黛由紀江（後藤邑子）、クリス（伊藤静） | 「愛で斬るなら痛くな〜い!〜Anime Cast Ver.〜」 「だって真剣恋だもん!」                            | テレビアニメ『真剣で私に恋しなさい!!』関連曲                            |
| 6月15日  | アスタロッテのおもちゃ! キャラクターソング Vol.4『イニ+エリカ』                | エリカ（後藤邑子） | 「ミライコンパス」                                                                                | テレビアニメ『アスタロッテのおもちゃ!』関連曲                           |
| 11月26日 | 俺たちに翼はない Volume 5                                                      | 鳳鳴（後藤邑子） | 「sky sunset」                                                                                    | テレビアニメ『俺たちに翼はない』関連曲                                  |
| 11月9日  | 君の真剣をちょうだい                                                           | 川神百代（浅川悠）、川神一子（友永朱音）、椎名京（氷青）、黛由紀江（後藤邑子）、クリス（伊藤静） | 「君の真剣をちょうだい」                                                                          | テレビアニメ『真剣で私に恋しなさい!!』エンディングテーマ                |
| 11月23日 | 気まぐれ、じゃんけんポンっ!                                                    | ゆの（阿澄佳奈）、宮子（水橋かおり）、ヒロ（後藤邑子）、沙英（新谷良子） | 「気まぐれ、じゃんけんポンっ!」                                                                   | テレビアニメ『ひだまりスケッチ×SP』オープニングテーマ                   |
| 12月7日  | MAJI-SONGS                                                                     | 黛由紀江（後藤邑子） | 「トモヒャク・シミュレイション」                                                                  | テレビアニメ『真剣で私に恋しなさい!!』関連曲                            |
| 12月21日 | 真剣で私に恋しなさい!! 第2巻 タカヒロさん書き下ろしCD「まゆっちをひとりじめ!」 | 黛由紀江（後藤邑子） | 「君の真剣をちょうだい」                                                                          | テレビアニメ『真剣で私に恋しなさい!!』関連曲                            |
| 2012年   |                                                                                | |                                                                                                   |                                                                         |
| 2月23日  | たっち、しよっ!〜Love Application〜 ボーカルコレクション                       | 相葉皐月（後藤邑子） | 「Festival morning」                                                                              | ゲーム『たっち、しよっ! 〜Love Application〜』関連曲                    |
| 10月24日 | おーぷん☆きゃんばす                                                            | ゆの（阿澄佳奈）、宮子（水橋かおり）、ヒロ（後藤邑子）、沙英（新谷良子）、乃莉（原田ひとみ）、なずな（小見川千明） | 「おーぷん☆きゃんばす」                                                                           | テレビアニメ『ひだまりスケッチ×ハニカム』オープニングテーマ             |
| 2013年   |                                                                                | |                                                                                                   |                                                                         |
| 11月27日 | ひだまループ×エブリデイ♪                                                       | ゆの（阿澄佳奈）、宮子（水橋かおり）、ヒロ（後藤邑子）、沙英（新谷良子）、乃莉（原田ひとみ）、なずな（小見川千明） | 「ゆるやか坂道」 「フラワーリーフ〜みんなでひとつ〜」                                             | テレビアニメ『ひだまりスケッチ×ハニカム』関連曲                         |
| 2015年   |                                                                                | |                                                                                                   |                                                                         |
| 4月29日  | フレ降レミライ                                                                 | 北高文芸部女子会 | 「フレ降レミライ」                                                                                | テレビアニメ『長門有希ちゃんの消失』オープニングテーマ                  |
| 7月22日  | 長門有希ちゃんの消失 CHARACTER SONG SERIES “In Love” case.3 ASAHINA MIKURU     | 朝比奈みくる（後藤邑子） | 「恋はミらいからクル?」 「太陽とデイジー」 「フレ降レミライ」                                     | テレビアニメ『長門有希ちゃんの消失』関連曲                              |
| 2019年   |                                                                                | |                                                                                                   |                                                                         |
| 6月12日  | りんご色メモリーズ                                                             | 松風真由（後藤邑子） | 「りんご色メモリーズ」                                                                            | テレビアニメ『なんでここに先生が!?』エンディングテーマ                  |
| 2024年   |                                                                                | |                                                                                                   |                                                                         |
| 12月23日 | ブルーアーカイブ 青春あんさんぶる Vol.8 「RABBIT小隊」                         | ミヤコ（藤田茜）、サキ（友永朱音）、モエ（井澤詩織）、ミユ（後藤邑子） | 「進み続ける兎たち」                                                                              | ゲーム『ブルーアーカイブ -Blue Archive-』関連曲                         |
| 2025年   |                                                                                | |                                                                                                   |                                                                         |
| 7月29日  | 無敵的ハピネス!                                                                | 涼宮ハルヒ（平野綾）、長門有希（茅原実里）、朝比奈みくる（後藤邑子）、キョン（杉田智和）、古泉一樹（小野大輔） | 「無敵的ハピネス!(SOS団5人Ver.)」                                                                 | 小説『涼宮ハルヒ』シリーズ関連曲                                        |
| 7月29日  | 無敵的ハピネス!                                                                | 涼宮ハルヒ（平野綾）、長門有希（茅原実里）、朝比奈みくる（後藤邑子） | 「無敵的ハピネス!」                                                                               | 小説『涼宮ハルヒ』シリーズ関連曲                                        |

### その他参加楽曲
| 発売日   | 商品名                                                       | 歌                                       | 楽曲                                              | 備考                                                                        |
| 2006年   | 2006年                                                       | 2006年                                   | 2006年                                            | 2006年                                                                      |
| -------- | ------------------------------------------------------------ | ---------------------------------------- | ------------------------------------------------- | --------------------------------------------------------------------------- |
| 5月10日  | ハレ晴レユカイ                                               | 平野綾、茅原実里、後藤邑子               | 「ハレ晴レユカイ」                                | テレビアニメ『涼宮ハルヒの憂鬱』エンディングテーマ                          |
| 5月10日  | ハレ晴レユカイ                                               | 平野綾、茅原実里、後藤邑子               | 「うぇるかむUNKNOWN」                             | ラジオ『涼宮ハルヒの憂鬱 SOS団ラジオ支部』エンディングテーマ                |
| 11月22日 | 最強パレパレード                                             | 平野綾、茅原実里、後藤邑子               | 「最強パレパレード」                              | ラジオ『涼宮ハルヒの憂鬱 SOS団ラジオ支部』オープニングテーマ                |
| 11月22日 | 最強パレパレード                                             | 平野綾、茅原実里、後藤邑子               | 「運命的事件の幸福」                              | ラジオ『涼宮ハルヒの憂鬱 SOS団ラジオ支部』エンディングテーマ                |
| 2007年   |                                                              |                                          |                                                   |                                                                             |
| 1月24日  | スケッチスイッチ                                             | 阿澄佳奈、水橋かおり、新谷良子、後藤邑子 | 「スケッチスイッチ」                              | テレビアニメ『ひだまりスケッチ』オープニングテーマ                          |
| 2008年   |                                                              |                                          |                                                   |                                                                             |
| 1月23日  | 世界が夢見るユメノナカ/最終未来を見せて!                     | 平野綾、茅原実里、後藤邑子               | 「世界が夢見るユメノナカ」 「最終未来を見せて！」 | ゲーム『涼宮ハルヒの約束』エンディングテーマ                                |
| 1月23日  | 世界が夢見るユメノナカ/最終未来を見せて!                     | 朝比奈みくる（後藤邑子）                 | 「世界が夢見るユメノナカ」 「最終未来を見せて！」 | ゲーム『涼宮ハルヒの約束』関連曲                                            |
| 2009年   |                                                              |                                          |                                                   |                                                                             |
| 2月25日  | パンコレ〜voice actresses' legendary punk songs collection〜 | 後藤邑子                                 | 「London's Burning」 「Smells Like Teen Spirit」  |                                                                             |
| 3月25日  | 涼宮ハルヒの直列・並列 ボーカルミニアルバム                  | 平野綾、茅原実里、後藤邑子               | 「だって地球が回るから」                          | ゲーム『涼宮ハルヒの直列』オープニングテーマ                                |
| 3月25日  | 涼宮ハルヒの直列・並列 ボーカルミニアルバム                  | 平野綾、茅原実里、後藤邑子               | 「Wonder trip」                                   | ゲーム『涼宮ハルヒの直列』エンディングテーマ                                |
| 3月25日  | 涼宮ハルヒの直列・並列 ボーカルミニアルバム                  | 平野綾、茅原実里、後藤邑子               | 「ソノママJET JUMPER」 「アイム・フリーダム」     | ゲーム『涼宮ハルヒの並列』エンディングテーマ                                |
| 8月26日  | 止マレ!                                                      | 平野綾、茅原実里、後藤邑子               | 「止マレ!」                                       | テレビアニメ『涼宮ハルヒの憂鬱』エンディングテーマ                          |
| 8月26日  | 止マレ!                                                      | 平野綾、茅原実里、後藤邑子               | 「潜在的太陽の証明」                              | テレビアニメ『涼宮ハルヒの憂鬱』関連曲                                      |
| 10月21日 | プアゾン反逆連盟の歌                                         | プアゾン                                 | 「哀愁Dancing doll」 「プアゾン」                 | 2ndアルバム『GO TO SONG 2』CMオリジナルストーリー『プアゾン反逆連盟』関連曲 |
| 10月21日 | プアゾン反逆連盟の歌                                         | 舎弟先輩（荻原秀樹）、プアゾン           | 「ハイスクール銀河」                              | 2ndアルバム『GO TO SONG 2』CMオリジナルストーリー『プアゾン反逆連盟』関連曲 |
| 2011年   |                                                              |                                          |                                                   |                                                                             |
| 7月29日  | お好み後藤邑子 番組CD 第1号                                  | 後藤邑子                                 | 「みなさんあっての弁天町」                        |                                                                             |
| 7月29日  | お好み後藤邑子 番組CD 第1号                                  | 後藤邑子                                 | 「SATURDAY」                                      | ラジオ番組『お好み後藤邑子』テーマソング                                    |
| 2016年   |                                                              |                                          |                                                   |                                                                             |
| 12月18日 | SIXTH SENSE ADVENTURE                                        | 平野綾、茅原実里、後藤邑子               | 「SIXTH SENSE ADVENTURE」                         | パチスロ『パチスロ 涼宮ハルヒの憂鬱』主題歌                                 |